# إنفاميل
إنفاميل (تعديل على كلمات "وجبة الرضع") هي ماركة من حليب الأطفال تُصنع من قبل ميد جونسون. من عام 1972 حتى عام 2011، استخدمت شركة ميد جونسون شخصية الأرنب بيتر للكاتب بياتريكس بوتر على عبواتها في الولايات المتحدة. ولكن، في عام 2012، انتقلت الشركة إلى رمز البطة الخاص بها في خط إنتاج الولايات المتحدة. إنفاميل هو اسم منتج مرتبط بغذاء الأطفال البديل للبن.

## التاريخ
بدأت ماركة حليب الأطفال هذه في أواخر الخمسينيات من القرن العشرين، وهي مملوكة لشركة ميد جونسون، التي تأسست عام 1905 في نيو جيرسي من قبل إدوارد ميد جونسون، وانتقلت إلى إنديانا في عام 1915. كان إنفاميل R هو أول غذاء بديل لميد جونسون عن اللبن روتيني للرضع صُمِمَ ليكون بديل غذائي للبن مبني على نمط الحليب البشري. منذ ذلك الحين، أنتجت شركة ميد جونسون تشكيلة واسعة من منتجات إنفاميل.

## المكونات
تختلف المكونات المستخدمة في إنفاميل R بناءً على نوع التركيبة. قد يختلف أساس كل تركيبة على نطاق واسع، ولكن إنفاميل توفر تركيبات مختلفة لاحتياجات الرضع المختلفة.
في حين أن العديد من المكونات في إنفاميل تلقى بموافقة كبيرة، يشير عدد متزايد من مجموعات المراقبة إلى مكونات قد لا تكون آمنة. وفقًا لإدارة الغذاء والدواء الأمريكية، أظهرت نتائج الاختبار أنه قد تم العثور على آثار حمض السيانوريك في إنفاميل ليبيل مع الحديد، ومع ذلك، فإن المنتجات لا تزال معتمدة من قِبل إدارة الأغذية والأدوية بسبب مستويات الاستهلاك الصغيرة، والتي تعتبر مقبولة.
في عام 2009، تم اكتشاف وجود ميلامين في منتجات غذاء بديل للبن محلية في الصين. لم يتأثر أي منتج لميد جونسون في قضية الميلامين في الصين.